# Tim Coleman (cestista)
Timothy James Coleman, detto Tim (Newark, 4 gennaio 1995), è un cestista statunitense.

## Palmarès
- Campionato lussemburghese: 1

Etzella Ettelbruck: 2018-19